# Morud
Morud is een plaats in de Deense regio Zuid-Denemarken, gemeente Nordfyn, gelegen op het eiland Funen. De plaats telt 1837 inwoners (2020). Het dorp ligt aan de voormalige spoorlijn Odense - Middelfart. Het stationsgebouw is bewaard gebleven.